# Arctosa pelengea
Arctosa pelengea är en spindelart som beskrevs av Roewer 1960. Arctosa pelengea ingår i släktet Arctosa och familjen vargspindlar.
Artens utbredningsområde är Kongo. Inga underarter finns listade i Catalogue of Life.